# Detektor termoluminescencyjny
Detektor termoluminescencyjny – bierny detektor przenikliwego promieniowania rejestrujący jego sumaryczną dawkę otrzymaną w danym okresie.
Dokonuje pomiaru dzięki zjawisku termoluminescencji. Wykonywany jest z fluorku litu w postaci pastylek. Pomiaru dokonuje się w czytniku termoluminescencyjnym.
Ze względu na wysoką czułość, tkankopodobność i małe wymiary jest wykorzystywany przy pomiarach dawek promieniowania jonizującego w naturze.